# آلاله (سرده)
آلاله (نام علمی: Ranunculus) نام یک سرده بزرگ، حدود ۶۰۰ گونه از گیاهان گلدار است. اعضای این جنس جزو خانواده یا تیره  آلالگان (Ranunculaceae) هستند.
بعضی آلاله ها زینتی هستند و بعضی علف هرز، اما بیشتر گونه‌ها به‌طور خودرو رشد می‌کنند.
این سرده (جنس) در ایران ۵۵ گونه دارد.
زمان گل‌دهی: اوایل تا اواسط بهار
- ارتفاع:۵۰–۴۰ سانتی‌ متر
- دارای گل‌های زرد براق به ندرت قرمز و سفید

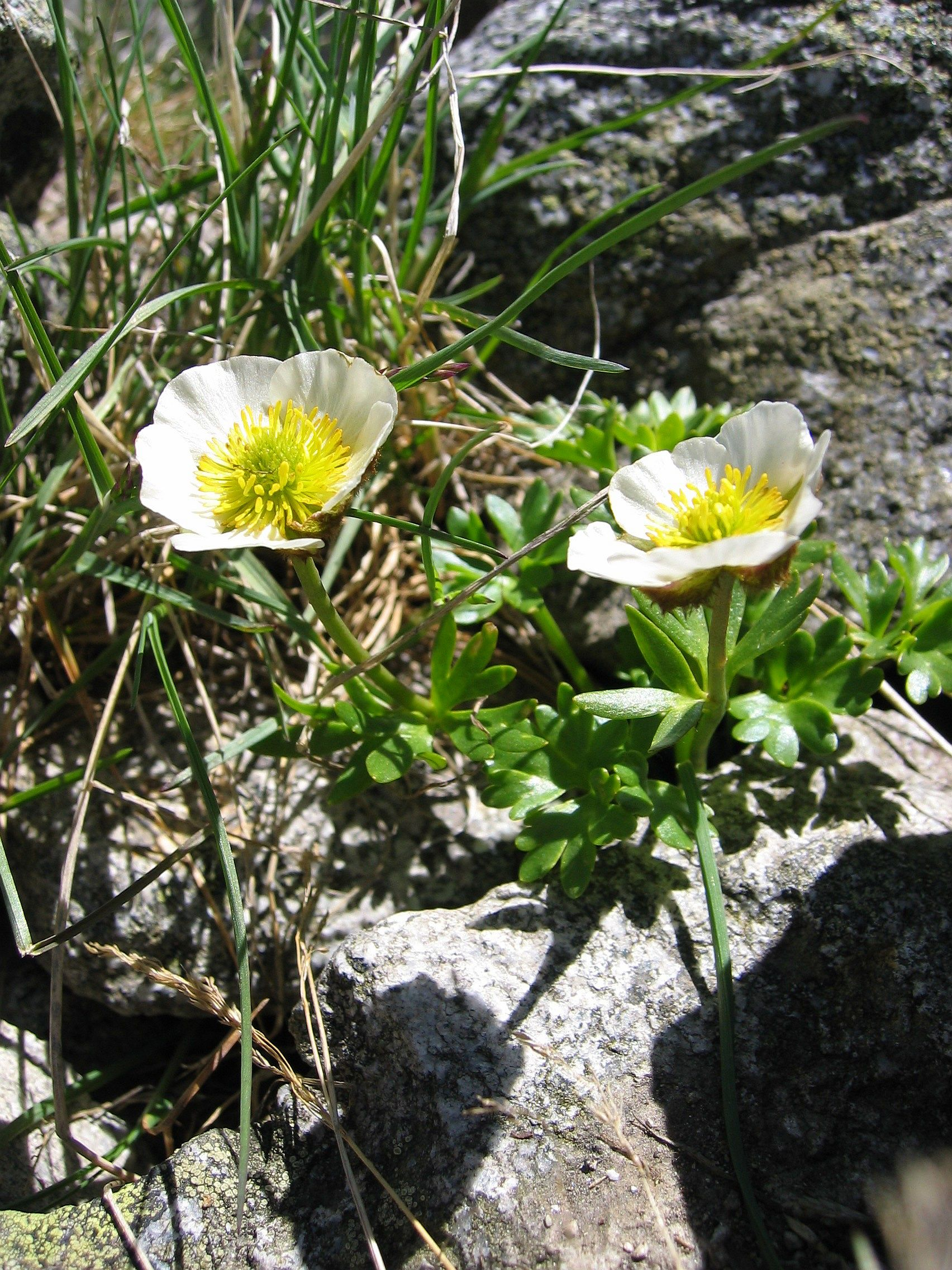
رنانکولوس گلاسیالیس, one of the white-flowering species

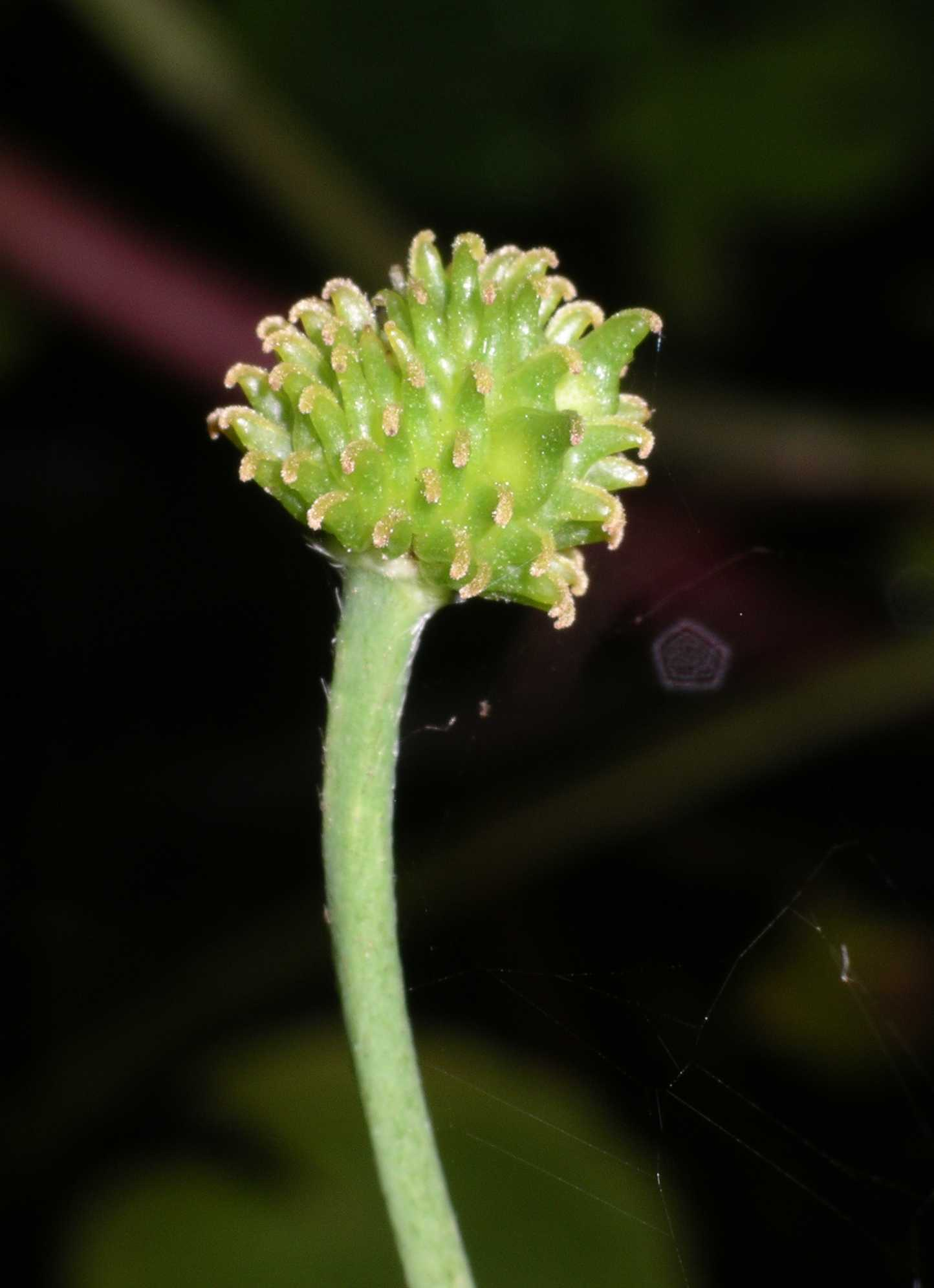
Seed head of Ranunculus showing developing achenes

- برگ‌ها اغلب بریده بریده
- دارای رویشگاه‌های متنوع